# Battlefield Advanced Trauma Life Support
Battlefield Advanced Trauma Life Support (BATLS) est une dérivation militaire de l'Advanced trauma life support.